# Bentonit
A bentonit az agyagnak egy fajtája, aminek több változata is létezik, attól függően, milyen domináns elemek találhatók benne. Ezek az elemek lehetnek alumínium, kálium, kalcium és nátrium. A bentonit fontos tulajdonsága, hogy vízzel keveredve akár saját térfogatánál 15-20-szor nagyobb mennyiségű vizet képes megkötni. Leggyakrabban vulkáni hamu vízzel alkotott elegye alkotja.
A név a Montana állambeli Fort Benton település nevéből ered.

## Nátrium-bentonit
A nátrium-bentonit a bentonit egyik fajtája, mely térfogatának többszörösének megfelelő mennyiségű vizet képes megkötni. Elsősorban olajkutak fúrásánál ún. fúróiszapként alkalmazzák. Segítségével a kifúrt törmeléket hozzák a felszínre, valamint a fúrófej hűtését és kenését is ennek segítségével oldják meg. Térfogatnövekedése miatt az atomreaktorokban használt, már kiégett radioaktív fűtőanyagok tárolásánál alkalmazzák, a vízszivárgás megakadályozására. Hasonló módon használják szeméttelepek szigetelésére, valamint szennyezett talaj alá terítve megakadályozza a káros anyagok talajvízbe szivárgását.
Egyes esetekben a nátrium-bentonitot két szintetikus réteg közé zárják. Így ugyanúgy ellátja az előbb említett szigetelő szerepét, viszont szállíthatósága nagy mértékben megnő, és sokkal kevesebb nátrium-bentonittal lehet elérni ugyanazt a szigetelő hatást. 

## Kalcium-bentonit
A kalcium-bentonit köznapi neve a paszkalit. A kalcium-bentonitot a sokkal előnyösebb tulajdonságú nátrium-bentonittá lehet alakítani. A folyamat során a nedves kalcium-bentonithoz 5-10% nátrium-karbonátot adagolnak.

## A bentonit felhasználási területei
- A bentonit leghasznosabb tulajdonsága, hogy nagy mennyiségű vizet képes megkötni. Ezen tulajdonsága miatt elsősorban olajkutak fúrásánál ún. fúróiszapként alkalmazzák. Segítségével a kifúrt törmeléket hozzák a felszínre, valamint a fúrófej hűtését és kenését is ennek segítségével oldják meg. Ehhez a feladathoz alacsony koncentrációjú bentonit-szuszpenziót alkalmaznak. Magas koncentráció esetén (>60 g/liter) a szuszpenzió gél állagú lesz.
- Bentonitos szuszpenzió az alapanyaga az építőiparban, a résfalak kialakításánál használt réselő-iszapnak is.
- Cementhez, ragasztószerekhez, kerámiákhoz, kozmetikumokhoz, és különféle háziállatok almához (például macskaalomhoz) adagolják.
- A finom bentonitpor a transzformátorokban megtalálható nagyon finom olaj tisztítására is alkalmazható.
- Az ókorban tisztítószerként alkalmazták.
- Pirotechnikai eszközök, például rakéták fojtására is alkalmazzák.
- A zsíros bőrön megjelenő aknék (pattanások) kezelésére is használható.
- Fehérborok esetében az esetlegesen borban maradt fehérjedarabkák eltávolítására alkalmazzák. Amennyiben ez nem történik meg, fennáll a veszélye, hogy a bor opálosodásnak indul, valamint a kicsapódó fehérjék pókhálóhoz hasonló felépítésű felhőket alkossanak a borban.
- Gyógyszerek esetén a gyógyszer felületének síkossá tételére használják.[5]
- Élelmiszerek esetén elsősorban csomósodást gátló anyagként, emulgeálószerként, valamint gyümölcslevek tisztítása során alkalmazzák E558 néven. Főként gyümölcslevekben, és különféle aromákban fordulhat elő, bár kozmetikumokban való használata jóval szélesebb körű. Napi maximum beviteli mennyisége nincs meghatározva. Élelmiszerekben használt mennyiségek esetén nincs ismert mellékhatása.